# Soeda
Soeda (添田町?) è una cittadina giapponese della prefettura di Fukuoka.